# سجاول
سجاول (به انگلیسی: Sujawal) یک شهر و مرکز ناحیه سجاول در پاکستان است که در ایالت سند واقع شده‌است.